# NGC 2686A
NGC 2686A (ook: NGC 2686-1) is een compact sterrenstelsel in het sterrenbeeld Grote Beer. Het hemelobject werd op 11 maart 1858 ontdekt door de Ierse astronoom William Parsons.

## Synoniemen
- MCG 8-16-36
- VV 765
- PGC 25026